# 15028 Soushiyou
15028 Soushiyou è un asteroide della fascia principale. Scoperto nel 1998, presenta un'orbita caratterizzata da un semiasse maggiore pari a 2,4435803 UA e da un'eccentricità di 0,1464538, inclinata di 3,76815° rispetto all'eclittica.